# Kaspar Kokk
Kaspar Kokk est un fondeur estonien, né le 3 août 1982.

## Biographie
Il fait ses débuts en Coupe du monde en février 2001. Il marque ses premiers points en janvier 2005 au 15 km classique d'Otepää (16e).
Aux Jeux olympiques d'hiver de 2006, il est 19e de la poursuite, 35e du 15 km classique et 8e du relais.
Aux Jeux olympiques d'hiver de 2010, il est 42e de la poursuite et 14e du relais.
Aux Championnats du monde, il compte quatre participations entre 2005 et 2011. Il obtient son meilleur résultat individuel en 2007 avec une 11e place au 50 km classique et son meilleur résultat en relais en 2009 avec une 8e place.